# Aragóniai függetlenségi mozgalom

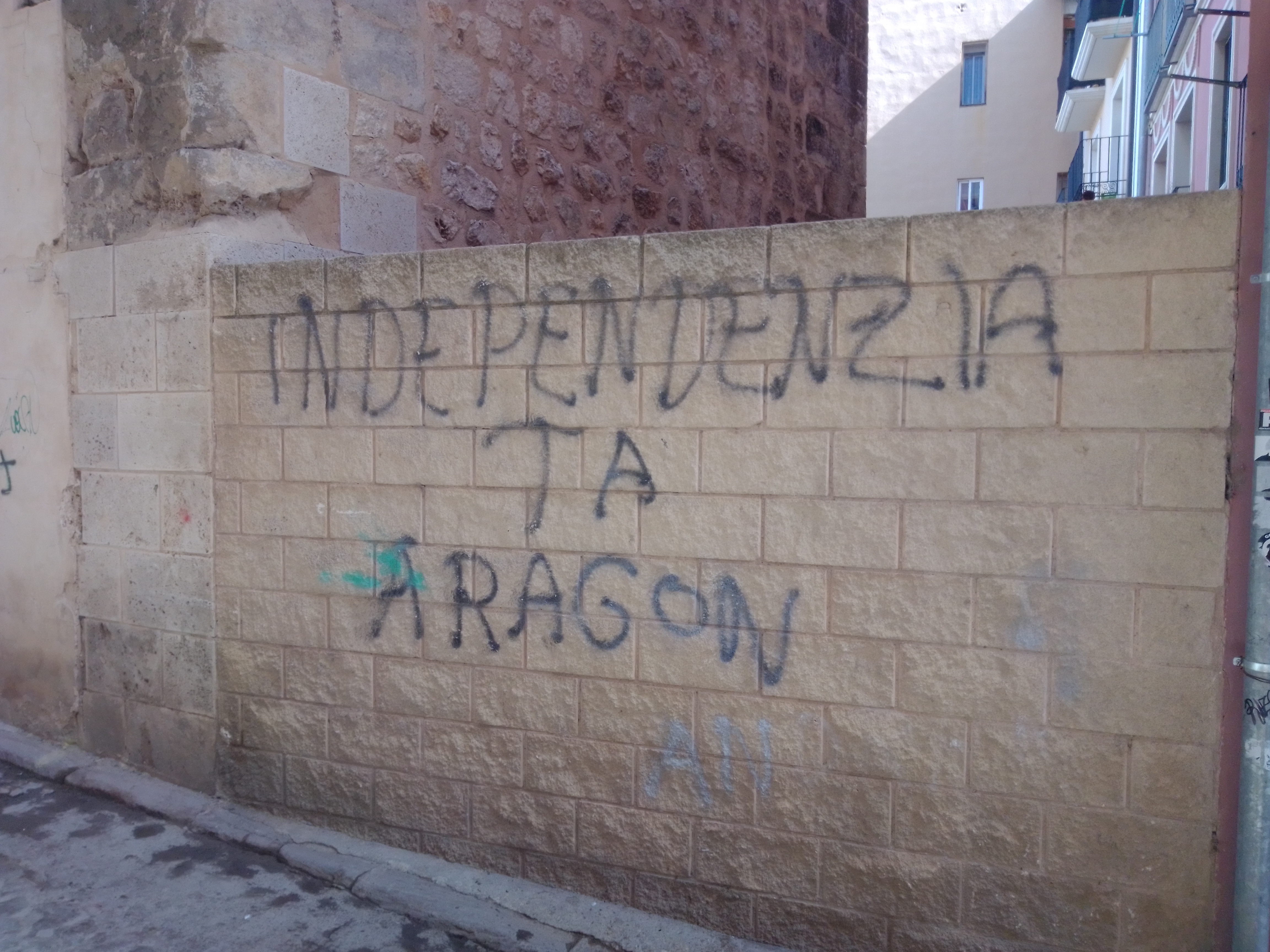
Aragónia függetlenségét követelő falfirka Teruelban

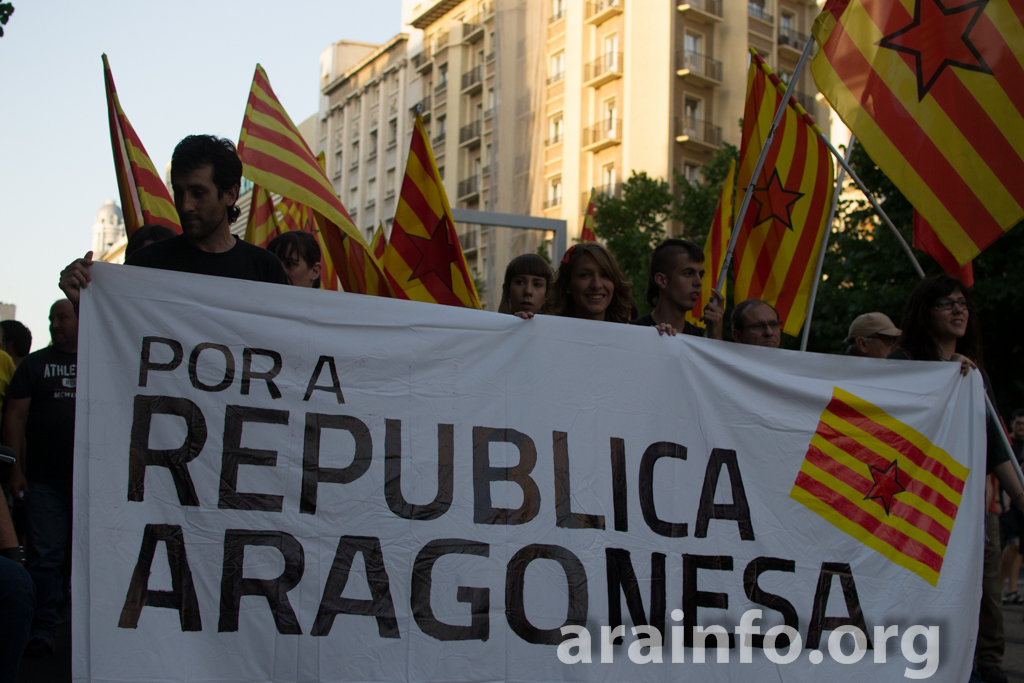
Az Aragóniai Ifjúság függetlenséget követelő tüntetése Zaragozában, 2014. június 8-án

Az aragóniai függetlenségi mozgalom (aragónul és spanyolul: Independentismo aragonés) egy politikai irányzat Spanyolország Aragónia nevű történelmi régiójában (mely egyúttal az ország egyik autonóm közössége), melynek célja Aragónia függetlensége a spanyol államtól. Az aragóniai nacionalizmustól abban különül el a függetlenségi mozgalom, hogy előbbinek nem feltétlenül a függetlenség a célja.
Aragóniában jelenleg az alábbi függetlenségi pártok léteznek:
- Puyalón de Cuchas, röviden Puyalón (jelentése Baloldali felemelkedés)[1]
- Chobenalla Aragonesista (jelentése Aragóniai Ifjúság)[2]
- A Enrestida, röviden AE (jelentése Támadás),[3] ifjúsági szervezete a Bloque Independentista de Cuchas[4]
- Sindicato Obrero Aragonés (jelentése Aragóniai Munkásszövetség)[5]
- Estado Aragonés (jelentése Aragóniai Állam)[6]
- Chunta Aragonesista (jelentése Aragóniai Unió)[7]

Egyéb, kisebb pártok egyesültek olyan nagyobb frakciókkal a 2010-es években, mint a Baloldali felemelkedés vagy a Támadás és annak ifjúsági szervezete.
A korábban még a Támadáshoz csatlakozó kommunista Purna 2022-ben kivált a pártból, újból önállóvá lett és szakított a nacionalizmussal is.

## Szimbólumok
A különböző frakciók szimbólumaiban az egyetlen közös, hogy mindegyik az aragón zászló aranyhátterű, vörös sávos lobogóját használja, melyeket gyakran ötágú vörös csillag egészít ki.

Az Aragón Ifjúság által adoptált baloldali függetlenségi lobogó
A Támadás párt által megalkotott lobogó
Az Aragóniai Állam pártjának lobogója, eredetileg Gaspar Torrente (1888-1970) aragóniai nacionalista alkotta meg